# SMITE
SMITE es un videojuego de acción MOBA en tercera persona, creado y publicado por Hi-Rez Studios para Microsoft Windows, Xbox One, PlayStation 4 y Nintendo Switch. El juego se basa en dos equipos, cada uno formado por cinco dioses, enfrentados en un campo de batalla con la finalidad de destruir el titán enemigo situado en cada una de las bases. Cada jugador se pone en la piel de un dios de diferentes mitologías el cual posee distintos poderes y características. En el campo de batalla también se pueden encontrar personajes no controlados (súbditos) que proporcionan oro y experiencia.
El juego fue anunciado el 21 de abril de 2012 en el PAX East. La Beta cerrada comenzó el 31 de mayo de 2012 y la beta abierta el 24 de enero de 2013. El juego fue lanzado oficialmente el 25 de marzo de 2014. La versión para Xbox One fue lanzada el 19 de agosto de 2015. El juego alcanzó los 10 000 000 de jugadores el 24 de julio de 2015. Y el 3 de junio de 2016 superó los 20 000 000 de jugadores. Actualmente se puede registrar desde la página oficial del juego y desde ahí descargarlo y jugar.

## Modos de juego
Los modos de juego se encuentran distribuidos en 4 grupos.

### Práctica
La estructura de estos modos y el orden en el que se encuentran está pensado para que el usuario comience con el primero y termine con el último, así se genera una pequeña evolución y desarrollo en el jugador antes de comenzar a jugar partidas medianamente serias contra otros jugadores.
Tutorial Básico: Es un tutorial con información básica para todos los jugadores novatos.
Tutorial Arena/Conquista: Dos tutoriales con información algo más detallada sobre cada modo de juego.
Arena (Práctica): Similar a Justa (Práctica), el jugador se enfrenta a 5 enemigos y es asistido por otros 4 aliados, todos controlados por la IA. El mapa de Arena cuenta con un área circular y cada equipo tiene un contador con 500 tickets y un gran portal al frente de cada base. El objetivo principal es reducir el contador enemigo a 0. Hay varios métodos para lograr esto:
- Matando dioses enemigos. (-5 tickets)
- Matando súbditos enemigos. (-1 ticket)
- Escoltando tus súbditos hasta el portal enemigo. (-1 ticket)
- Escoltando tu Juggernaut de la Arena hasta el portal enemigo. (-15 tickets)

Los Colosos de la Arena aparecen cada vez que un equipo logra 10 asesinatos. Este super súbdito es mucho más resistente que súbditos normales, pero también es más lento y es incapaz de defenderse. El Colosos de la Arena solo avanza si no hay dioses enemigos cerca de ella, o si hay dioses aliados a su alrededor. Los fénixes que protegen las bases no pueden ser destruidos. Se pueden usar todos los objetos y cuenta con los mejoras de jungla posicionados a la izquierda y derecha del mapa.
Práctica de Jungla: Es un mapa pequeño que posee casi todas las mejoras de jungla, campamento de furias, la furia dorada y el gigante de fuego. Además posee una oleada de súbditos, 10 Odínes Bots estáticos y una selección de Bots (Neith, Ymir, Thor, Ra y Guan Yu) que atacan a los jugadores que les golpen. En este modo el jugador tiene oro ilimitado. Mientras que no existe un objetivo directo, aquí es posible probar dioses que no se tengan comprados, equipamientos, estrategias y demás.

### Cooperativo
Justa (3v3): Versión Cooperativa de Justa 3v3, donde 3 jugadores son enfrentado contra 3 bots. (Para más información sobre este modo, leer "Justa (Práctica)").
Arena: Versión Cooperativa de Arena, donde 5 jugadores son enfrentado contra 5 bots. (Para más información sobre este modo, leer "Arena (Práctica)").
Asalto: Versión Cooperativa de Asalto, donde 5 jugadores son enfrentado contra 5 bots. En este mapa todos los jugadores tienen dioses elegidos al azar, solo hay un carril con 2 torres, 1 fénix y el Titán en cada lado y sin junglas laterales. El objetivo principal es destruir el titán enemigo. A diferencia de otros modos, no hay forma de regresar a tu base, por lo que es imposible comprar más objetos o restaurar tu vida/mana a menos que mueras. En este modo tampoco es posible comprar ciertos objetos que den ventajas por matar súbditos.
Conquista: Versión Cooperativa de Conquista, donde 5 jugadores son enfrentados contra 5 bots. En este mapa los jugadores eligen los dioses al azar, hay 3 carriles con 2 torres, 1 fénix a cada lado y el titán en la base, con junglas entre los carriles. El objetivo principal es destruir el titán enemigo.

### Normal
Conquista: El modo "estándar" del juego. Dos equipos de 5 jugadores colocados en dos bases opuestas conectadas por Tres Carriles (Izquierdo, Derecho y Medio), protegidos por dos Torres y un Fénix.
El objetivo del juego es penetrar las defensas enemigas y destruir el Titán en el centro de su base, mientras defiendes el tuyo.
El juego comienza cuando los Fénixes generan los súbditos o minions. Los súbditos son personajes controlados por la Inteligencia Artificial que se encargan de recorrer el Carril y de atacar a los súbditos enemigos mientras protegen a sus Dioses. Entremedio de los tres Carriles se encuentran junglas con campamentos de monstruos neutrales que dan diferentes atributos al equipo que logre vencerlos.
Cuando los dioses dominan un carril, destruyendo la torre que la defiende, tienen que enfrentarse al fénix, que causara que tu fénix genere súbditos ardientes más poderosos. Una vez que el fénix enemigo ha sido destruido el siguiente paso hacia la victoria es destruir el titán que defiende la fortaleza enemiga. Este titán posee una gran poder y requiere un trabajo en equipo para poder ser destruido. Con cada estructura destruida el Titán se hará más débil, pero con buen trabajo en equipo y coordinación, se puede lograr la victoria.
Arena: Dos equipos de 5 jugadores pelean en una gran arena sin carriles. Los jugadores empiezan en nivel 3. Cada equipo tiene un contador con 500 puntos.
El objetivo de este modo es vaciar el contador enemigo antes que ellos vacíen el tuyo. Esto puede lograrse matando Dioses enemigos (-5 puntos cada uno), matando súbditos enemigos (-1 punto cada uno) o escoltando tus súbditos al Portal enemigo (-1 punto por súbdito.). También están los Colosos de la Arena, que aparecen cada vez que tu equipo logra 10 muertes enemigas, debes escoltarla desde tu portal hasta el enemigo (-15 puntos cada una).
Asalto: Ligeramente similar a Conquista, dos equipos de 5 jugadores luchan en un solo carril sin jungla neutral, tratando de destruir el Titán enemigo. Puedes intercambiar el dios asignado con las otras personas siempre y cuando la otra persona tenga el dios que te haya tocado.
A diferencia de los otros modos, el juego te elige un Dios al Azar, y una vez que abandonas tu base no puedes volver para curarte o comprar más objetos hasta que mueras.
Justa (3 vs. 3): Similar a Conquista y Asalto, seis jugadores en dos equipos luchan en un solo carril con jungla neutral a los costados. Solo hay una torre y un fénix. El objetivo es destruir el titán enemigo mientras defiendes el tuyo, por tu cuenta.
Slash: Es un 5v5 que contiene características de ambos modos (pasados) de juego de asedio y disputa. El mapa en sí cuenta con dos carriles defendidos por estructuras. El objetivo de cada equipo es derrumbar las defensas del oponente y derrotar al enemigo Titan.
Los jugadores pueden encontrarse entre sí en el centro del mapa que proporciona un acceso rápido a los principales objetivos, ambos carriles, y un Buffo central de Daño por el que los jugadores tendrán que luchar. Los jugadores pueden conseguir Colosos para que su equipo empuje carriles. Este monstruo tiene una cantidad de salud moderada e inflige daño adicional a las estructuras enemigas.
Partida del día: Es una variante de uno de los modos anteriormente mencionados que cambia regularmente. Un día puede ser Conquista aleatoria con 1 millón de oro para todos, y el siguiente puede ser Arena con 10 dioses iguales.
Aventuras: Esta es una función que presenta modos especiales por un tiempo limitado.
- El Valle de la Victoria de Nike: Un clásico modo de captura la bandera en un mapa exclusivamente diseñado para esta aventura. En Valle de la Victoria, 5 jugadores compiten para capturar el mayor número de banderas o 5 banderas para llevarse la victoria. En este modo de juego solo se pueden escoger 5 dioses: Loki, Artemisa, Hércules, Anubis e Ymir.
- Las Carreras de Apolo: Una aventura del estilo juego de carreras de karts y había dos niveles disponibles. Los jugadores podían encontrar objetos a lo largo del trayecto que podían ser utilizados para atacar a oponentes o ganar ventajas temporales.
- Las Pruebas de Hércules: Esta aventura consiste en el estilo MMORPG, en donde los jugadores deben superar el nivel para poder conseguir objetos y mejoras, venciendo jefes y obteniendo botín para intercambiarlo por premios.
- Arena Corrupta: Esta aventura consiste en una versión alterada del modo Arena. Este mapa incluye agujeros que causan muerte instantánea. Varios efectos negativos, como por ejemplo lluvia de meteoritos o terremotos, tomaran lugar a medida que pasa el tiempo, con algunos causando más destrucción en el mapa.
- Sombra Sobre Hercópolis: Similar a Las Pruebas de Hércules, esta aventura consiste en el estilo MMORPG, en donde los jugadores deben superar el nivel para poder conseguir objetos y mejoras, venciendo jefes y obteniendo botín para intercambiarlo por premios.
- La Leyenda de los Zorros: Un modo de defensa del objetivo con una temática inspirada en Anime y novelas visuales. Participar de este evento otorga puntos basado en el rendimiento del jugador. Luego de juntar cierta cantidad de puntos, el jugador recibe un cofre con premios exclusivos.
- La Arremetida de Odín: Esta aventura era PvP, conformada por 5 equipos de 2 y en donde el objetivo principal era derrotar a Níðhöggr que se genera en cada localidad dispersa en el mapa y alcanzar los 35.000 de oro antes que nadie. Cada vez que Níðhöggr se le mataba, este dejaba caer un trofeo, ya sea una escala o una calavera (estas funcionando similar a la captura de la bandera en el Valle de la Victoria de Nike), y las cuales los jugadores tenían que entregar a las Fuentes Valkyrie que se marcaban, tras ello estas te daban una gran cantidad de oro.

### Ligas
Las ligas son el sistema de clasificación que utiliza Smite, en donde jugadores veteranos pueden medir su habilidad en contra de otros jugadores con su mismo nivel de experiencia. Para participar en las ligas deber ser un jugador de Nivel 30 con un Nivel de Maestría (Número de Dioses que han llegado a Rango I o más) de 16 o más.
Liga de Conquista: Versión competitiva de Conquista, para jugadores avanzados. Las partidas son más serias y las penalizaciones son más severas que en una partida normal.
En estas partidas de modo competitivo, los jugadores de ambos equipos pueden prohibir el uso de ciertos dioses para un control mejor dentro de la partida.
Los equipos se organizan por el ELO para que los jugadores de mayor rango sean aquellos que toman las decisiones de su equipo.
Liga de Justa: Versión 3 vs 3 competitiva de Justa, para jugadores avanzados. Las partidas son más serias y las penalizaciones son más severas que en una partida normal.
En estas partidas de modo competitivo, los jugadores de ambos equipos pueden prohibir el uso de ciertos dioses para un control mejor dentro de la partida.
Liga de Duelo: Versión 1 vs 1 competitiva de Justa, para jugadores avanzados. Las partidas son más serias y las penalizaciones son más severas que en una partida normal.
En estas partidas de modo competitivo, cada jugador puede prohibir el uso de 4 dioses para un control mejor dentro de la partida.

## Modos de juego eliminados
Actualmente solo ha habido 3 casos de esto:
Asedio: Una variante de Conquista, comformada por dos equipos de 4 jugadores luchando en dos carriles con una jungla neutral entre medio de ellas, tratando de destruir el Titán enemigo.
En este modo había menos énfasis en acumular oro/experiencia y más en destruir las estructuras enemigas lo antes posible. Para lograr esto Asedio existía un super súbdito llamado Coloso de Asedio, que es mucho más resistente y el doble de rápido que los súbditos normales y causa daño extra a estructuras enemigas (actualmente estando en el modo de juego Slash). Para invocar uno, el equipo debía llenar un contador de 100 puntos (Similar a Arena) matando dioses enemigos (5 puntos), súbditos enemigos (1 punto) y campamentos neutrales (9 puntos). También existía un monstruo neutral especial, el Coloso Salvaje, en el centro del mapa que si era derrotado invocaria un Coloso de Asedio instantáneamente, aún si ya existía otro en el mapa.
Disputa: Este modo era una mezcla entre los modos Conquista y Arena, con dos carriles defendidos por una torre y un fénix en cada lado. Presentaba el jefe de jungla único Apofis (actualmente está en Slash) y su objetivo también era derrotar al Titán enemigo.
Dominación: En este modo se enfrentaban dos equipos de 5 jugadores colocados en bases en extremos opuestos del mapa, que tenían que luchar por el control de Tres Obeliscos que estaban distribuidos en tres carriles. El control de un obelisco reduciria los puntos del contador enemigo. El primer equipo en reducir el contador enemigo a cero ganaba la partida.

## Dioses
El juego incluye 131 dioses, entidades y criaturas de la mitología antigua, distribuidos en varios panteones y roles:
| Merlín, "El Maestro de los Magos" (Rol:Mago) Rey Arturo, "El Portador de Excalibur" (Rol:Guerrero) Morgan Le Fay, "La Hechicera Oscura" (Rol:Mago) Sir Lancelot, "El primer caballero de la mesa redonda" (Rol:Asesino) Gilgamesh, "El Rey de Uruk" (Rol:Guerrero) Tiamat, "La Diosa del Mar Salado" (Rol:Mago) Ishtar, "La Diosa del Amor y la Guerra" (Rol:Cazador) Artio, "La Diosa Oso" (Rol: Guardian) Cernunnos, "El Dios Cornudo" (Rol: Cazador) Cliodhna, "La Reina de las Banshees" (Rol: Asesino) Cúchulainn, "El Sabueso de Ulster" (Rol: Guerrero) La Morrigan, "La Reina Fantasma" (Rol: Mago) Ao Kuang, "El Rey Dragón de los mares del Este" (Rol: Mago/Asesino) Chang'e, "El Hada de la Luna" (Rol: Mago) Da Ji, "El Zorro de Nueve Colas" (Rol: Asesino) Erlang Shen, "El Ilustre Sabio" (Rol: Guerrero) Guan Yu, "El Santo de la Guerra" (Rol: Guerrero) He Bo, "El Dios del Río Amarillo" (Rol: Mago) Hou Yi, "El Defensor de la Tierra" (Rol: Cazador) Jing Wei, "La Guardiana del Juramento" (Rol: Cazador) Mulan, "Una Nueva Guerrera" (Rol: Guerrero) Ne Zha, "El 3.er Príncipe del Loto" (Rol: Asesino) Nu Wa, "La Guardiana del Cielo" (Rol: Mago) Sun Wukong, "El Rey Mono" (Rol: Guerrero) Xing Tian, "El Implacable" (Rol: Guardian) Yu Huang, "El Emperador de Jade" (Rol: Mago) Zhong Kui, "El Subyugador de Demonios" (Rol: Mago) Anhur, "El Destructor de Enemigos" (Rol: Cazador) Anubis, "El Dios de los Muertos" (Rol: Mago) Bastet, "La Diosa de los Gatos" (Rol: Asesino) Geb, "El Dios de la Tierra" (Rol: Guardian) Horus, "El Heredero Legítimo" (Rol: Guerrero/Guardian) Eset, "La Diosa de la Magia" (Rol: Mago) Khepri, "El Portador del Alba" (Rol: Guardian) Neith, "La Tejedora del Destino" (Rol: Cazador) Nut, "La Dama de la Historia" (Rol: Cazador) Osiris, "El Dios Roto del Más Allá" (Rol: Guerrero) Ra, "El Dios del Sol" (Rol: Mago) Serket, "La Diosa del Veneno" (Rol: Asesino) Set, "El Usurpador" (Rol: Asesino) Sobek, "El Dios del Nilo" (Rol: Guardian) Thoth, "El Juez de los Condenados" (Rol: Mago) Baba Yagá, "La Bruja del Bosque" (Rol: Mago) Chernobog, "El Señor de la Oscuridad" (Rol: Cazador) Cthulhu, "El Gran Soñador" (Rol: Guardian/Guerrero) Aquiles, "El Héroe de la Guerra de Troya" (Rol: Guerrero) Afrodita, "La Diosa de la Belleza" (Rol: Mago) Apolo, "El Dios de la Música" (Rol: Cazador) Aracne, "La Tejedora" (Rol: Asesino) Ares, "El Dios de la Guerra" (Rol: Guardian) Artemisa, "La Diosa de la Caza" (Rol: Cazador) Atenea, "La Diosa de la Sabiduría" (Rol: Guardian) Atlas, "El Titán del Cosmos" (Rol: Guardian) Caribdis, "El Remolino Incesante" (Rol: Cazador) Cerbero, "El Guardián del Inframundo" (Rol: Guardian) Caronte, "El Barquero del Más Allá" (Rol: Guardian) Crono, "El Guardián del Tiempo" (Rol: Mago/Cazador) Hades, "El Rey del Inframundo" (Rol: Mago) Hecate, "La Diosa de la Magia" (Rol: Mago) Hera, "La Reina de los Dioses" (Rol: Mago) Martichoras, "El Rey de las Mantícoras" (Rol: Cazador/Mago) Medusa, "La Gorgona" (Rol: Cazador) Némesis, "La Diosa de la Venganza" (Rol: Asesino) Niké, "La Diosa de la Victoria" (Rol: Guerrero) Perséfone, "La Reina del Inframundo" (Rol: Mago) Poseidón, "El Dios de los Océanos" (Rol: Mago) Quirón, "El Gran Maestro" (Rol: Cazador/Mago) Scylla, "Terror de las Profundidades" (Rol: Mago) Tánatos, "Mano de la Muerte" (Rol: Asesino) Zeus, "El Dios de los Cielos" (Rol: Mago) Agni, "El Dios del Fuego" (Rol: Mago) Bakasura, "El Gran Devorador" (Rol: Asesino) Ganesha, "El Dios del Éxito" (Rol: Guardian) Kali, "La Diosa de la Destrucción" (Rol: Asesino) Kumbhakarna, "El Gigante Durmiente" (Rol: Guardian) Rama, "El Séptimo Avatar de Vishnú" (Rol: Cazador) Ravana, "El Rey Demonio de Lanka" (Rol: Asesino) Shiva, "El Destructor" (Rol: Guerrero) Vamaná, "El Quinto Avatar de Vishnú" (Rol: Guerrero) | Amaterasu, "La Luz Brillante" (Rol: Guerrero) Bake Kujira, "El Yōkai de la Desesperación" (Rol: Guardian/Guerrero) Danzaburou, "El Legendario Tanuki" (Rol: Cazador) Hachiman, "El Señor de los Ocho Estandartes" (Rol: Cazador) Izanami, "La Matrona de los Muertos" (Rol: Cazador) Kuzenbo, "Rey Kappa" (Rol: Guardian) Raijin, "El Maestro del Trueno" (Rol: Mago) Susano, "El Dios de la Tormenta de Verano" (Rol: Asesino) Tsukuyomi, "El Dios de la Luna" (Rol: Asesino) Ah Muzen Cab, "El Dios de las Abejas" (Rol: Cazador/Mago) Ah Puch, "El Horrendo Dios de la Putrefacción" (Rol: Mago) Awilix, "La Diosa de la Luna" (Rol: Asesino) Cabrakán, "El Destructor de Montañas" (Rol: Guardian) Camazotz, "El Letal Dios de los Murciélagos" (Rol: Asesino) Chaac, "El Dios de la Lluvia" (Rol: Guerrero) Hun Batz, "El Dios Mono Aullador" (Rol: Asesino) Ixbalanqué, "El Jaguar Oculto del Sol" (Rol: Cazador) Ixchel, "La Tejedora de Luz" (Rol: Mago) Kukulkán, "La Serpiente de los Nueve Vientos" (Rol: Mago) Fafnir, "El Señor del Oro Reluciente" (Rol: Guardian) Fenrir, "El Desencadenado" (Rol: Asesino) Freya, "La Reina de las Valquirias" (Rol: Mago/Cazador) Heimdal, "El Vigilante" (Rol: Cazador) Hel, "La Diosa del Inframundo" (Rol: Mago) Jörmungandr, "La Serpiente del Mundo" (Rol: Guardian/Guerrero) Loki, "El Dios del Engaño" (Rol: Asesino) Odín, "El Padre de Todos" (Rol: Guerrero) Ratatoskr, "El Mensajero Malicioso" (Rol: Asesino) Skadi, "La Diosa del Invierno" (Rol: Cazador) Sól, "La Diosa del Sol" (Rol: Mago/Cazador) Surtr, "El gigante de Fuego" (Rol: Guerrero) Thor, "El Dios del Trueno" (Rol: Asesino) Tyr, "El Legislador" (Rol: Guerrero) Ullr, "El Glorioso" (Rol: Cazador) Ymir, "El Padre de los Gigantes de Hielo" (Rol: Guardian) Pele, "La Diosa de los Volcanes" (Rol: Asesino) Maui, "El Héroe de Hawái" (Rol: Guardian) Baco, "El Dios del Vino" (Rol: Guardian) Belona, "La Diosa de la Guerra" (Rol: Guerrero) Cupido, "El Dios del Amor" (Rol: Cazador) Discordia, "La Diosa de la Discordia" (Rol: Mago) Hércules, "El Campeón de Roma" (Rol: Guerrero) Jano, "El Dios de Portales y Transiciones" (Rol: Mago) Mercurio, "El Mensajero de los Dioses" (Rol: Asesino) Nox, "La Diosa de la Noche" (Rol: Mago) Silvano, "El Guardián de la Naturaleza" (Rol: Guardian) Terra, "La Madre Tierra" (Rol: Guardian) Vulcano, "El Herrero de los Dioses" (Rol: Mago) Barón Samedi, "El Dios de la Vida y la Muerte" (Rol: Mago) Maman Brigitte, "La protectora de los muertos" (Rol: Mago/Asesino) Olorun, "El Gobernante de los Cielos" (Rol: Mago/Cazador) Yemayá, "La Diosa de los Rios" (Rol: Guardian) |

## Roles
SMITE al ser un MOBA se rige por una serie de roles que se diferencian unos de otros en las partidas, estos siendo:
Asesino: Esta clase se caracteriza por su gran capacidad de eliminar velozmente a enemigos de jungla y jugadores rivales, todo esto se debe gracias a su gran movilidad (en muchos casos) y su gran daño, pero en contraparte, es el rol que de normal menos defensa tiene y más problemas tienen si se les rodea o se les agota su mana. Estos escalaran lantidad de penetración que tienen a medida que estos suben de nivel. Esta clase es jugada comúnmente en la jungla, aunque existen diversas excepciones de personajes de esta clase jugando en líneas como serían la Duo (línea de dobles) y la línea de Solo.
Cazador: Rol caracterizado por su gran daño de sus golpes básicos y su alta velocidad de ataque, pero con poca salud y defensa. Estos se especializan en la eliminación de jefes de jungla (Gigante de fuego y Furias) y eliminación a distancia de oponentes. Roles como los asesinos o magos les dan una difícil pelea, en el caso de magos por su daño tan masivo a una mayor distancia, y en el caso de asesinos por la movilidad que les permite llegar a la espalda del cazador más rápido e inesperadamente. Estos subirán su daño que hacen sus ataques básicos por nivel. Su línea principal es la línea de Duo (línea de dobles), aunque también se les encuentra comúnmente en la línea de medio (línea central).
Guardian: Clase caracterizada por su gran CC (Control de Masas) y sus altos números en vida y en defensa, pero teniendo poco daño y movilidad de normal.Estos se especializan en aguantar daño y la ayuda a la supervivencia de sus compañeros. Sus mayores problemas los tiene en la limpeza de súbditos y campamentos de jungla, más que los cazadores y algunos asesinos y magos les pueden bajar la vida a gran velocidad sin darle tiempo a este a reaccionar o escapar. Estos se les subira la CCR (Reducción de Control de Masas) cada nivel que suben. Estos se encuentran principalmente alternando como acompañante en la línea de Duo (línea de dobles) y la línea de medio (línea central), aunque estos también se encuentran en ls línea de Solo.
Guerrero: Rol que "mezcla" las características de asesinos como el daño y movilidad (no al mismo nivel) y guardianes en vida (un poco inferior) y defensas, tienen su mayor problema en el momento de encararse a cazadores o guardianes debido a que estos le suelen (en caso de cazadores) reducir su vida antes de que se acerquen o (en caso de guardianes) inabilitarles cualquier tipo de daño o movimiento. Cada nivel que aumentan irán consiguiendo CDR (Reducción de Enfriamiento). Su línea común es la línea de Solo, aunque existen ciertos personajes dentro de esta clase comúnmente utilizados en la Jungla y línea de Duo (línea de dobles).
Mago: Clase destacada por su gran daño a habilidades y un buen daño en área, teniendo sus mayores desventajas en la defensa y la movilidad. Su mayor problema son los guardianes, asesinos y cazadores debido a la gran capacidad que tienen estos de pegarse a este, o igualarle en rango y matarlo en poco tiempo. Estos escalarán su daño mágico por nivel. Su línea principla el la línea de medio (línea central), aunque dentro de esta clase existen personajes mejor adaptados a otras líneas como la línea de Duo (línea de dobles) o línea de Solo, e incluso para la Jungla.

## Penalizaciones
El juego penaliza a todos los jugadores que abandonen una partida, incluyendo en la selección de dioses y la misma cola de partida. Las penalizaciones se duplican por cada vez que se abandone una partida en 24 horas, siendo esto así que si una persona sale de una partida y le penalizan con 30 minutos de desertor (estado en el cual no se puede entrar a ninguna partida con otros jugadores). Si esto vuelve a ocurrir en las próximas 24 horas desde la última penalización, el estatus de desertor durara cada vez más. En liga las penalizaciones son mayores.
Los jugadores que acosen a otros, abandonan las partidas o tomen cualquier tipo de acción que favorezca al equipo contrario, pueden ser reportados por parte de los demás usuarios para que se les de una penalización

## Secuela
En enero de 2024 se anunció una secuela, SMITE 2, en el Campeonato Mundial de Smite. Será desarrollado por Titan Forge Games en Unreal Engine 5. Además, Titan Forge Games ha anunciado que planea continuar el desarrollo de Smite y Smite 2 de manera simultánea, por lo que no ponderara unas descontinuación de la primera entrega por el momento.